# فيرناندو سانز
فيرناندو سانز (بالإسبانية: Fernando Sanz)‏ مواليد 4 يناير 1974 في مدريد، هو لاعب كرة قدم إسباني سابق كان يلعب كمدافع. لعب خلال مسيرته 329 مباراة سجل خلالها 5 أهداف.

## روابط خارجية
- فيرناندو سانز على موقع الاتحاد الأوربي (الإنجليزية)
- فيرناندو سانز على موقع قاعدة بيانات كرة القدم.إي يو (الإنجليزية)